# WiiConnect24
WiiConnect24（ウィー コネクト24）とは、任天堂の家庭用ゲーム機Wii向けのネットワークサービスである。

## 概要
「24時間眠らないシステム」というWiiの開発コンセプトによって誕生した機能であり、サービス名の24もこれに由来する。また、64DDの数々の構想を引継ぎ実現したものでもあることが宮本茂によって明されている。電源が入っている時のデータのやり取りはもちろん、電源を切った状態でもインターネットへ24時間常時接続して、さまざまなデータを自動で送受信する。受信したデータは、Wii本体内蔵のフラッシュメモリに保存される。
本サービスはWiiをインターネットに接続して、Wiiオプションの本体設定でWiiConnect24を「ON」に設定することで利用できる。Wiiをインターネットに接続する方法についてはWii#インターネット接続を参照。
なお、Wiiのネットワークサービスにはこの「WiiConnect24」があるが別系統に「ニンテンドーWi-Fiコネクション」がある。「WiiConnect24」は本体機能や対応ゲームソフトでのメッセージやデータの送受信に関するネットワークサービスであるのに対して、「ニンテンドーWi-Fiコネクション」は対応ゲームソフトでのオンライン対戦やゲーム中の成績データ（ランキングなど）の送受信に関するネットワークサービスである。2008年2月現在、ネットワーク対応ゲームソフトのうちどちらか一方のサービスのみに対応しているものが多数だが、同時に対応しているゲームソフトもある（例:『大乱闘スマッシュブラザーズX』）。
後のニンテンドー3DSでは、この系譜にあたる「いつの間に通信」というシステムが搭載されている。
なお、次世代機であるWii UはWiiConnect24には対応していない。

## メッセージの送受信
メッセージを受信すると、ディスクスロットのランプが青く点滅する。点滅の仕方は、任天堂からのメッセージと、フレンドからのメッセージで点滅の仕方が違う。なお、点滅はWii本体設定でオフにすることもできる。

### ユーザー間のメッセージのやり取り
Wii伝言板のアドレス帳に登録したユーザー（Wiiフレンド）とテキストメッセージやWii伝言板に保存されている画像を添付したメッセージを送受信できる。

### 任天堂からのメッセージ配信
新しいWiiチャンネルや本体アップデートの配信開始日には、任天堂からお知らせメッセージが配信される。

## データの送受信

### ゲームソフトとの連動
ゲーム内で作成したデータを他のWiiユーザーとやり取りすることができる。また、マリオカートWiiでは、フレンドとのゴースト送受信などをすることが可能となっている。

### Wiiチャンネルとの連動
似顔絵チャンネル
作成したMiiを他のWiiユーザーと送受信する。(サービス終了)
お天気チャンネル(サービス終了)
随時最新の天気予報のデータを自動受信する。
ニュースチャンネル(サービス終了)
随時最新のニュースのデータを自動受信する。
Wiiショッピングチャンネル(サービス終了)
プレゼント機能で同チャンネル内で購入できるソフトを他のWiiユーザーにプレゼントする。また、Wiiメニューに表示されている同チャンネルのアイコンに自動受信したお知らせを表示させる。
みんなで投票チャンネル(サービス終了)
投票のテーマや投票結果のデータを自動受信する。また、Wiiメニューに表示されている同チャンネルのアイコンに受信した最新の投票のテーマをテロップ表示させる。
Miiコンテストチャンネル(サービス終了)
コンテストのテーマや結果発表のデータを自動受信する。また、Wiiメニューに表示されている同チャンネルのアイコンに受信した最新のコンテストのテーマをテロップ表示させる。
みんなのニンテンドーチャンネル(サービス終了)
Wiiメニューに表示されている同チャンネルのアイコンに配信されている映像のタイトルをテロップ表示させる。
テレビの友チャンネル Gガイド for Wii(サービス終了)
事前に登録した番組の開始直前になると、携帯電話等にお知らせメールを送信する。

## その他
2007年3月12日から同年4月29日までの間、『似顔絵チャンネル』のCMに出演した明石家さんまと松岡修造のMiiがWiiConnect24を利用して配信されていた。Miiを受信するとWii伝言板にメッセージが届き、『似顔絵チャンネル』を起動すると受け取ることができていた。しかし、このMiiは一度だけしか配信されないため、再入手することはできない。